# Banque centrale de Bahreïn
La banque centrale de Bahreïn (en arabe: مصرف البحرين المركزي) est la banque centrale de Bahreïn dont les principales fonctions comprennent la gestion du dinar bahreïni et le maintien d'une réserve nationale d'or et de devises étrangères. Elle a été créée sous sa forme actuelle en 2006. Son siège est situé à Manama.

## Histoire
Elle a été créée en 1973 sous le nom d'Agence monétaire de Bahreïn, peu après l'indépendance de Bahreïn du Royaume-Uni, remplaçant ainsi le Bahrain Currency Board, créé en 1965. La banque abrite également un musée des pièces et de la monnaie, dont les collections remontent à 653 après J.-C.
Le 29 avril 2022, la Banque a annoncé une nouvelle réglementation concernant le financement participatif par actions et le financement participatif par financement, qui est couverte par le Module Opérateurs de plateformes de financement participatif (Module CFP). Ce module se trouve dans le Règlement de la CBB – Volume 5 : Type 7 – Prestataires de services auxiliaires.
En novembre 2014, il a décidé de développer davantage le secteur de l'assurance en pleine expansion du royaume. Il a reconnu la nécessité pour la Banque centrale de coopérer avec le marché de l'assurance afin de soutenir ce secteur, insistant également sur l'obligation des compagnies d'assurance d'assumer leur responsabilité sociale. Le gouverneur de la Banque centrale est le président du conseil d’administration de la Bourse de Bahreïn.